# Tres Días de Brujas-La Panne 2020
La 44.ª edición de la clásica ciclista Tres Días de Brujas-La Panne (llamado oficialmente: Driedaagse Brugge-De Panne) fue una carrera en Bélgica que se celebró el 21 de octubre de 2020 entre las ciudades de Brujas y De Panne sobre un recorrido de 188,6 kilómetros.
La carrera formó parte del UCI WorldTour 2020, calendario ciclístico de máximo nivel mundial, donde fue la vigesimoprimera carrera de dicho circuito y fue ganada por el belga Yves Lampaert del Deceuninck-Quick Step. Completaron el podio, como segundo y tercer clasificado respectivamente, los también belgas Tim Declercq, compañero de equipo del vencedor, y Tim Merlier del Alpecin-Fenix.
La prueba debía celebarse el 25 de marzo, pero debido a la pandemia de COVID-19, el gobierno de Bélgica prohibió cualquier evento deportivo en su territorio para evitar los contagios, por lo tanto la organización Flanders Classics decidió cancelar todas las competencias de ciclismo.

## Equipos participantes
Tomaron parte en la carrera 25 equipos: 17 de categoría UCI WorldTeam y 8 de categoría UCI ProTeam. Formaron así un pelotón de 159 ciclistas de los que acabaron 49. Los equipos participantes fueron:
| WorldTeams (17)- AG2R La Mondiale - Astana - Bahrain McLaren - Bora-Hansgrohe - CCC Team - Cofidis - Deceuninck-Quick Step - EF Pro Cycling - Groupama-FDJ - Israel Start-Up Nation - Lotto Soudal - Movistar Team - NTT Pro Cycling - Ineos Grenadiers - Jumbo-Visma - Trek-Segafredo - UAE Team Emirates ProTeams (8)- Alpecin-Fenix - Arkéa-Samsic - B&B Hotels-Vital Concept p/b KTM - Total Direct Énergie - Sport Vlaanderen-Baloise - Riwal Securitas - Bingoal-Wallonie Bruxelles - Circus-Wanty Gobert |
| |

## Clasificación final
- La clasificación finalizó de la siguiente forma:[4]

### Clasificación general
| \| Clasificación general \| Clasificación general \| Clasificación general \| Clasificación general \| Clasificación general \| \| Ciclista \| Ciclista \| Equipo \| Tiempo \| \| \| --------------------- \| --------------------- \| ---------------------- \| --------------------- \| --------------------- \| \| 1.º \| Yves Lampaert \| Deceuninck-Quick Step \| 3 h 57 min 12 s \| \| \| 2.º \| Tim Declercq \| Deceuninck-Quick Step \| + 21 s \| \| \| 3.º \| Tim Merlier \| Alpecin-Fenix \| + 22 s \| \| \| 4.º \| John Degenkolb \| Lotto-Soudal \| + 22 s \| \| \| 5.º \| Jean-Pierre Drucker \| Bora-Hansgrohe \| + 22 s \| \| \| 6.º \| Matteo Trentin \| CCC Team \| + 22 s \| \| \| 7.º \| Bert Van Lerberghe \| Deceuninck-Quick Step \| + 22 s \| \| \| 8.º \| Stefan Küng \| Groupama-FDJ \| + 22 s \| \| \| 9.º \| Kasper Asgreen \| Deceuninck-Quick Step \| + 22 s \| \| \| 10.º \| Jonas Rickaert \| Alpecin-Fenix \| + 28 s \| \| \| 11.º \| Sven Erik Bystrøm \| UAE Team Emirates \| + 1 min 31 s \| \| \| 12.º \| Christophe Laporte \| Cofidis \| + 1 min 37 s \| \| \| 13.º \| Max Walscheid \| NTT Pro Cycling \| + 2 min 41 s \| \| \| 14.º \| Hugo Hofstetter \| Israel Start-Up Nation \| + 2 min 41 s \| \| \| 15.º \| Alexander Krieger \| Alpecin-Fenix \| + 2 min 43 s \| \| |                     |                        |                 |
| |                     |                        |                 |
| Fuente: ProCyclingStats |                     |                        |                 |
| Clasificación general |                     |                        |                 |
| Ciclista | Ciclista            | Equipo                 | Tiempo          |
| 1.º | Yves Lampaert       | Deceuninck-Quick Step  | 3 h 57 min 12 s |
| 2.º | Tim Declercq        | Deceuninck-Quick Step  | + 21 s          |
| 3.º | Tim Merlier         | Alpecin-Fenix          | + 22 s          |
| 4.º | John Degenkolb      | Lotto-Soudal           | + 22 s          |
| 5.º | Jean-Pierre Drucker | Bora-Hansgrohe         | + 22 s          |
| 6.º | Matteo Trentin      | CCC Team               | + 22 s          |
| 7.º | Bert Van Lerberghe  | Deceuninck-Quick Step  | + 22 s          |
| 8.º | Stefan Küng         | Groupama-FDJ           | + 22 s          |
| 9.º | Kasper Asgreen      | Deceuninck-Quick Step  | + 22 s          |
| 10.º | Jonas Rickaert      | Alpecin-Fenix          | + 28 s          |
| 11.º | Sven Erik Bystrøm   | UAE Team Emirates      | + 1 min 31 s    |
| 12.º | Christophe Laporte  | Cofidis                | + 1 min 37 s    |
| 13.º | Max Walscheid       | NTT Pro Cycling        | + 2 min 41 s    |
| 14.º | Hugo Hofstetter     | Israel Start-Up Nation | + 2 min 41 s    |
| 15.º | Alexander Krieger   | Alpecin-Fenix          | + 2 min 43 s    |

## UCI World Ranking
Los Tres Días de Brujas-La Panne otorgaron puntos para el UCI World Ranking para corredores de los equipos en las categorías UCI WorldTeam, UCI ProTeam y Continental. Las siguientes tablas son el baremo de puntuación y los 10 corredores que obtuvieron más puntos:
| Posición   | 1.º | 2.º | 3.º | 4.º | 5.º | 6.º | 7.º | 8.º | 9.º | 10.º | 11.º | 12.º | 13.º | 14.º | 15.º-20.º | 21.º-30.º | 31.º-50.º | 51.º-55.º | 56.º-60.º |
| Puntuación | 300 | 250 | 215 | 175 | 120 | 115 | 95  | 75  | 60  | 50   | 40   | 35   | 30   | 25   | 20        | 12        | 5         | 2         | 1         |

| Clasificación |                     |                       |        |
| Posición      | Ciclista            | Equipo                | Puntos |
| ------------- | ------------------- | --------------------- | ------ |
| 1.º           | Yves Lampaert       | Deceuninck-Quick Step | 300    |
| 2.º           | Tim Declercq        | Deceuninck-Quick Step | 250    |
| 3.º           | Tim Merlier         | Alpecin-Fenix         | 215    |
| 4.º           | John Degenkolb      | Lotto Soudal          | 175    |
| 5.º           | Jean-Pierre Drucker | Bora-Hansgrohe        | 120    |
| 6.º           | Matteo Trentin      | CCC                   | 115    |
| 7.º           | Bert Van Lerberghe  | Deceuninck-Quick Step | 95     |
| 8.º           | Stefan Küng         | Groupama-FDJ          | 75     |
| 9.º           | Kasper Asgreen      | Deceuninck-Quick Step | 60     |
| 10.º          | Jonas Rickaert      | Alpecin-Fenix         | 50     |